# Agromyza ceylonensis
Agromyza ceylonensis är en tvåvingeart som beskrevs av Spencer 1961. Agromyza ceylonensis ingår i släktet Agromyza och familjen minerarflugor. Inga underarter finns listade i Catalogue of Life.